# Manuel Francisco de Medeiros
Manuel Francisco Venâncio de Medeiros (Horta, Matriz, 1 de abril de 1832 — Horta, Matriz, 3 de junho de 1895) foi um médico e político açoriano, que ficou conhecido por «Conselheiro Medeiros». Bacharel em Medicina pela Universidade de Coimbra em 1858, foi facultativo municipal da Horta e médico do hospital da Santa Casa da Misericórdia da Horta.

## Biografia
Bacharel formado em Medicina, pela Faculdade de Medicina da Universidade de Coimbra, foi facultativo municipal e do hospital da Santa Casa da Misericórdia da Horta.
Chefe do Partido Progressista na Horta, entre outras funções, foi deputado às Cortes (1885) e exerceu, por duas vezes  (1879-1881 e 1886-1890), o cargo de governador civil do Distrito da Horta.
Membro da maçonaria local, foi durante anos presidente da Sociedade Filantrópica Luz e Caridade, do Grémio Literário Faialense e da secção da Sociedade de Geografia de Lisboa na ilha do Faial. Chefe do Partido Progressista desde a sua fundação, em 1879, teve no jornal O Atlântico (1862-1910) que redigiu, durante muitos anos, o seu órgão informativo.
Foi agraciado com a carta de Conselho em 1886, passando a ser conhecido por «Conselheiro Medeiros», nome pelo qual é lembrado na toponímia da cidade da Horta. Foi algumas vezes eleito membro da Junta Geral e da Comissão Distrital.
Casou com Maria Alexandrina Goulart, última senhora ou administradora do morgado dos Goulart, no Faial, Açores, e foi pai de Manuel Goulart de Medeiros, Alberto Goulart de Medeiros e Augusto Goulart de Medeiros.
Imediatamente após o seu falecimento, a Câmara Municipal da Horta deu a 8 de junho de 1895 o nome de «Conselheiro Medeiros» ao troço entre a praça do Infante e o canto da D. Joana da então denominada rua de São Francisco. O Conselheiro Medeiros residiu durante largos anos e faleceu na casa n.º 22 daquela rua. 